# Golsinda
Golsinda – rodzaj chrząszczy z rodziny kózkowatych i podrodziny zgrzypikowych.

## Zasięg występowania
Przedstawiciele tego rodzaju występują w Azji Południowo-Wschodniej.

## Systematyka
Do Golsinda należą 4 gatunki:
- Golsinda basicornis
- Golsinda basigranosa
- Golsinda corallina
- Golsinda malaysiaca